# Сепаратистички феминизам
Сепаратистички феминизам (енгл. separatist feminism) облик је радикалног феминизма који наводи да би најбољи начин отпора патријархату било стављање фокуса искључиво на жене и девојке. Неке од заговорница овог правца феминизма верују да мушкарци не могу позитивно допринети феминистичком покрету и да чак и најдобронамернији од њих својим поступцима одражавају патријархат.

## Хетеросексуални сепаратистички феминизам
Један од најранијих примера хетеросексуалног сепаратистичког феминизма била је организација Ћелија 16 (енгл. Cell 16) коју је 1968. основала Роксен Данбар. Ћелија 16 сматра се првом организацијом која је усвојила концепт хетеросексуалног сепаратистичког феминизма, како наводи историчарка Алис Еколс, пошто су чланице ове групе промовисале целибат или периоде целибата у хетеросексуалној вези, а не лезбијство.
Еколсова наводи да су деловања Ћелије 16 „допринела успостављању теоријске основе за лезбијски сепаратизам.“ У листу „No More Fun and Games“ који је организација објављивала, чланице Роксен Данбар и Лиса Легхорн саветовале су женама да се „раздвоје од мушкараца који свесно не раде на женском ослобођењу“ и саветовале им периоде целибата, а не лезбијске везе.

## Лезбијски сепаратизам
Лезбијски сепаратизам је облик сепаратистичког феминизма специфичан за лезбијке, које разматрају сепаратизам као привремену стратегију или доживотну праксу у највећем броју случајева.
Овај покрет развио се 1970их када су одређене лезбијке почеле да сумњају како друштво и ЛГБТ покрет немају ништа да им понуде. Године 1971. лезбијска група позната под називом Фурије (енгл. The Furies Collective) основала је своју комуну - заједно су живеле, делиле одећу, кућне послове и новац и основале су школу где су училе жене како да поправљају аутомобиле и кућне уређаје у циљу постизања независности од мушкараца.
Шарлот Банч, једна од првих чланица Фурија сматрала је сепаратистички феминизам стратегијом, првим кораком привременог повлачења из мејнстрим активизма у циљу постизања специфичних циљева и личног развоја. Друге лезбијке, као нпр. Елана Дајквомон изабрале су сепаратизам као доживотну праксу. Осим што су промовисале повлачење са посла, личних или успутних веза са мушкарцима, Фурије су препоручивале да лезбијске сепаратисткиње буду у вези „само са женама које су прекинуле своје везе са мушким привилегијама.“
У својој књизи „Лезбијска етика: Према новој вредности“ (енгл. Lesbian Ethics: Towards a New Value) из 1998. Сара Лусија Хоугланд алудира да лезбијски сепаратизам поседује потенцијал да охрабри лезбијке да развију здраву етику заједнице која је заснована на заједничким вредностима.
Бети Толен сматра да лезбијски сепаратизам, за разлику од неких других сепаратистичких покрета „не тежи ка оснивању независне државе, већ ка развоју аутономног идентитета и креирању снажне лезбијске заједнице.“